# Ilfeld
Ilfeld é uma localidade e antigo município da Alemanha localizado no distrito de Nordhausen, estado da Turíngia.  Ilfeld é a sede do Verwaltungsgemeinschaft de Hohnstein/Südharz. Desde 1 de janeiro de 2012, forma parte do município de Harztor.